# دوزخ اما سرد
دوزخ اما سرد عنوان کتاب شعری از شاعر نامدار، مهدی اخوان ثالث می‌باشد. این کتاب هفتمین مجموعه شعر چاپ شده از سوی اخوان ثالث است.